# Suuremõisa (Hiiumaa)
Suuremõisa (Duits: Großenhof; Zweeds: Storhovet) is een plaats in de Estlandse gemeente Hiiumaa, provincie Hiiumaa. De plaats heeft de status van dorp (Estisch: küla).
Suuremõisa lag tot in oktober 2017 in de gemeente Pühalepa. In die maand ging Pühalepa op in de fusiegemeente Hiiumaa.

## Bevolking
De ontwikkeling van het aantal inwoners blijkt uit het volgende staatje:
| Jaar            | 2000 | 2011 | 2021 |
| --------------- | ---- | ---- | ---- |
| Aantal inwoners | 345  | 187  | 208  |

## Ligging
Bij Suuremõisa begint de Tugimaantee 83, de weg via Käina naar Emmaste. De weg takt bij Suuremõisa af van de Tugimaantee 80. De rivier Suuremõisa stroomt door het dorp.

## Geschiedenis
Het landgoed Großenhof (‘Grotenhof’, zo genoemd omdat het het grootste landgoed van het eiland Hiiumaa was), werd voor het eerst genoemd in 1519 onder de naam hoff tho Poylow. Poylow is Pühalepa, dat voor een deel op het landgoed lag en voor een ander deel behoorde tot de bezittingen van de plaatselijke kerk. Het landgoed is waarschijnlijk nog ouder en heette voor die tijd Hallika. In 1563 werd het landgoed een kroondomein onder de koning van Zweden. De naam Großenhof dook voor het eerst op in 1633. Al voor die tijd, in 1620, kwam het in het bezit van de Zweedse familie De la Gardie; de Zweedse koning schonk het aan Jakob De la Gardie. Tussen 1796 en 1909 was het landgoed eigendom van de familie von Ungern-Sternberg. De laatste eigenaar voor het landgoed in 1919 door het onafhankelijk geworden Estland werd onteigend, was barones Dorothea von Stackelberg. Op dat moment was het landgoed al veel kleiner dan in het begin; een aantal andere landgoederen waren ervan afgesplitst, in 1796 bijvoorbeeld Emmaste.
De gemeente Pühalepa werd tot 1935 ook wel Suuremõisa vald of Suurevalla genoemd, tekenend voor de dominante positie die het landgoed Suuremõisa binnen de regio had ingenomen. Toch kreeg de plaats Suuremõisa pas in 1977 de status van dorp.
Het landhuis van het landgoed, een gebouw van twee woonlagen met twee vleugels van één woonlaag, die daar loodrecht op staan, werd gebouwd onder leiding van gravin Ebba-Margareta Stenbock, een kleindochter van Axel Julius De la Gardie, in de jaren 1755-1760. Haar zoon, Jakob Pontus Stenbock, haar opvolger als eigenaar van Suuremõisa, zou later in deze eeuw het Stenbockhuis in Tallinn bouwen. In 1772 werden de vleugels toegevoegd en werden enkele bijgebouwen voltooid. Na 1919 werd het landhuis een school. Naast het landhuis zijn ook enkele bijgebouwen bewaard gebleven, sommige echter als ruïne.

## Foto's

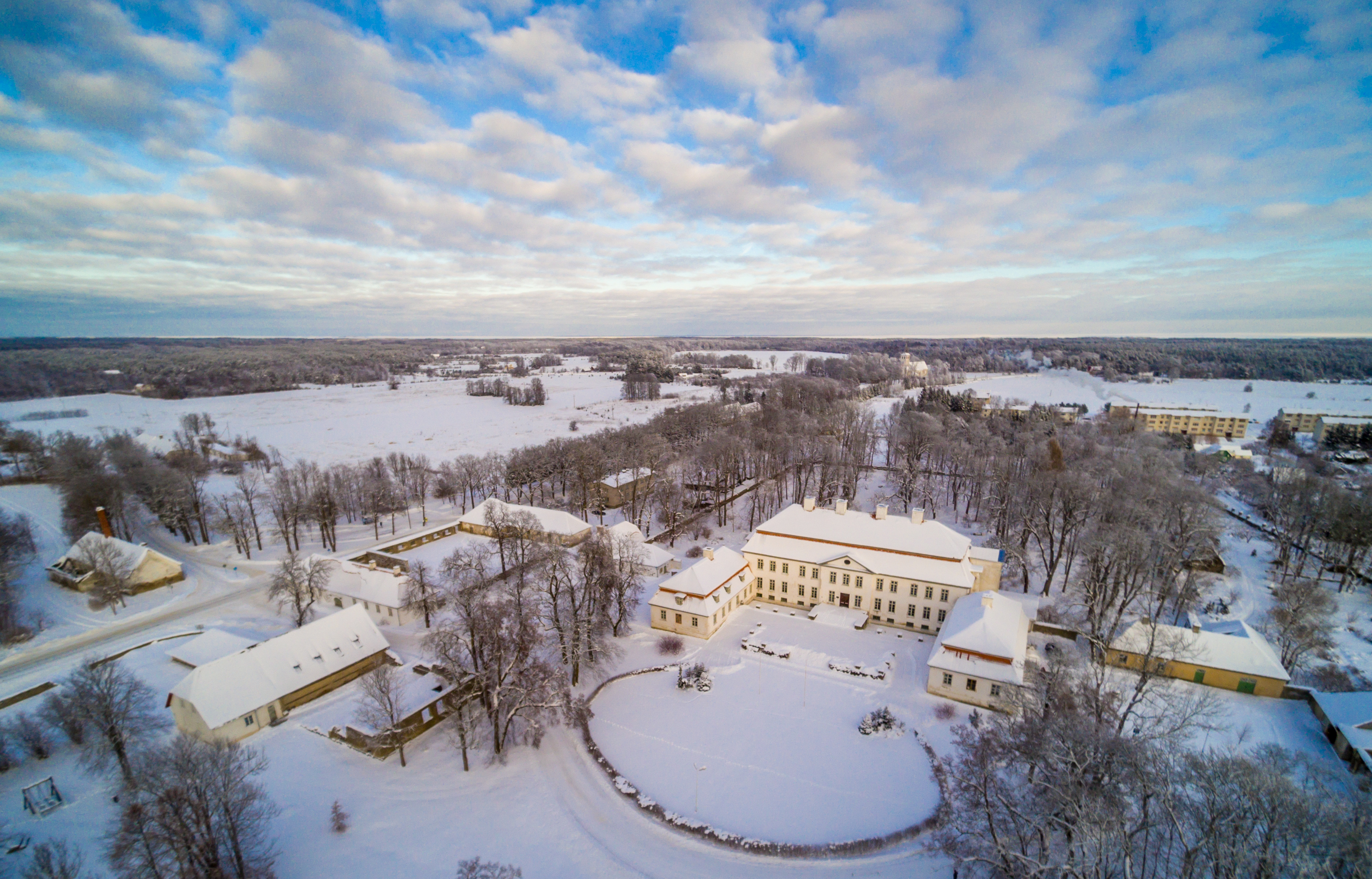
Landhuis en omgeving in de winter
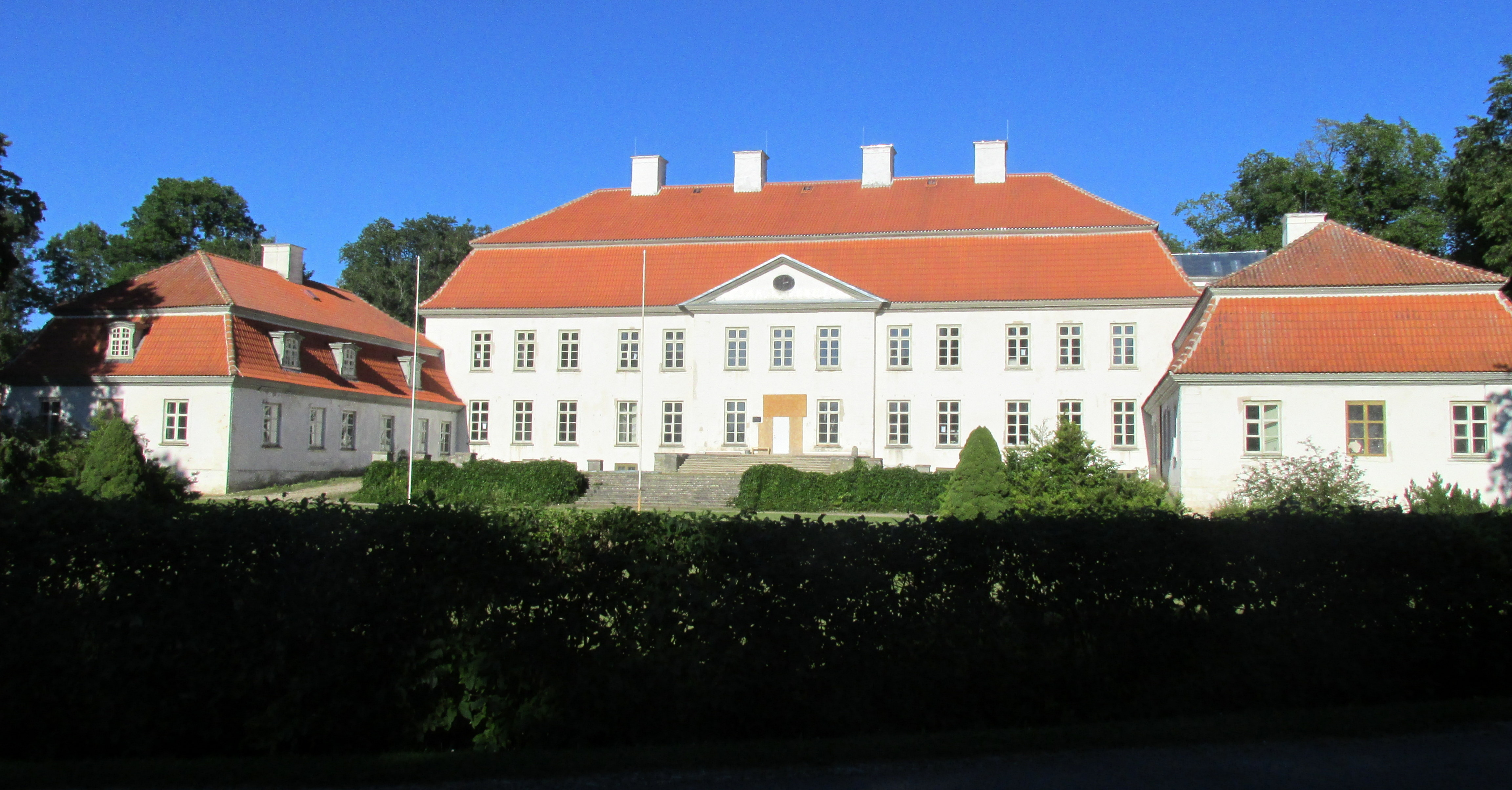
Het landhuis van Suuremõisa
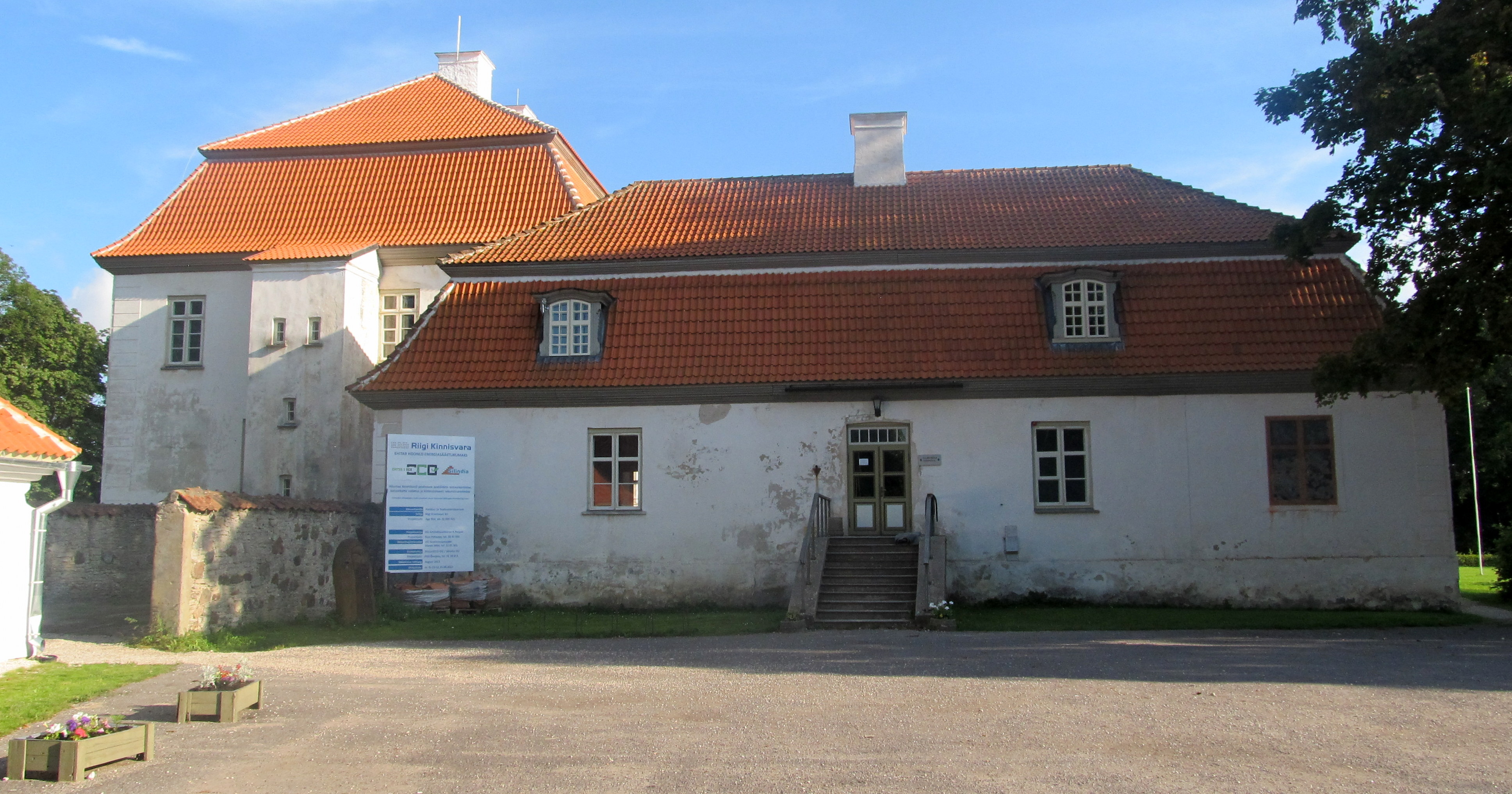
Zijaanzicht
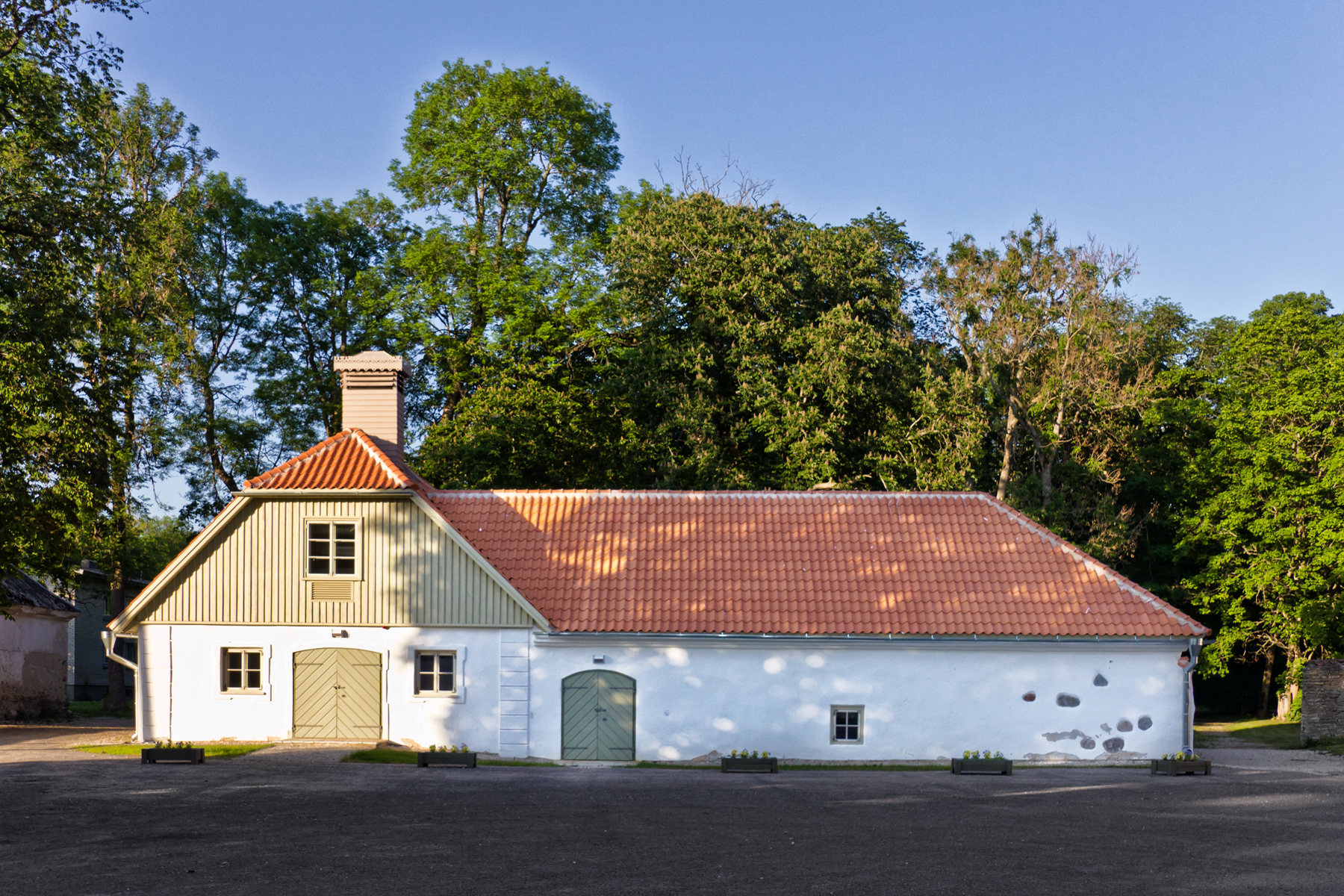
Woning voor het huispersoneel
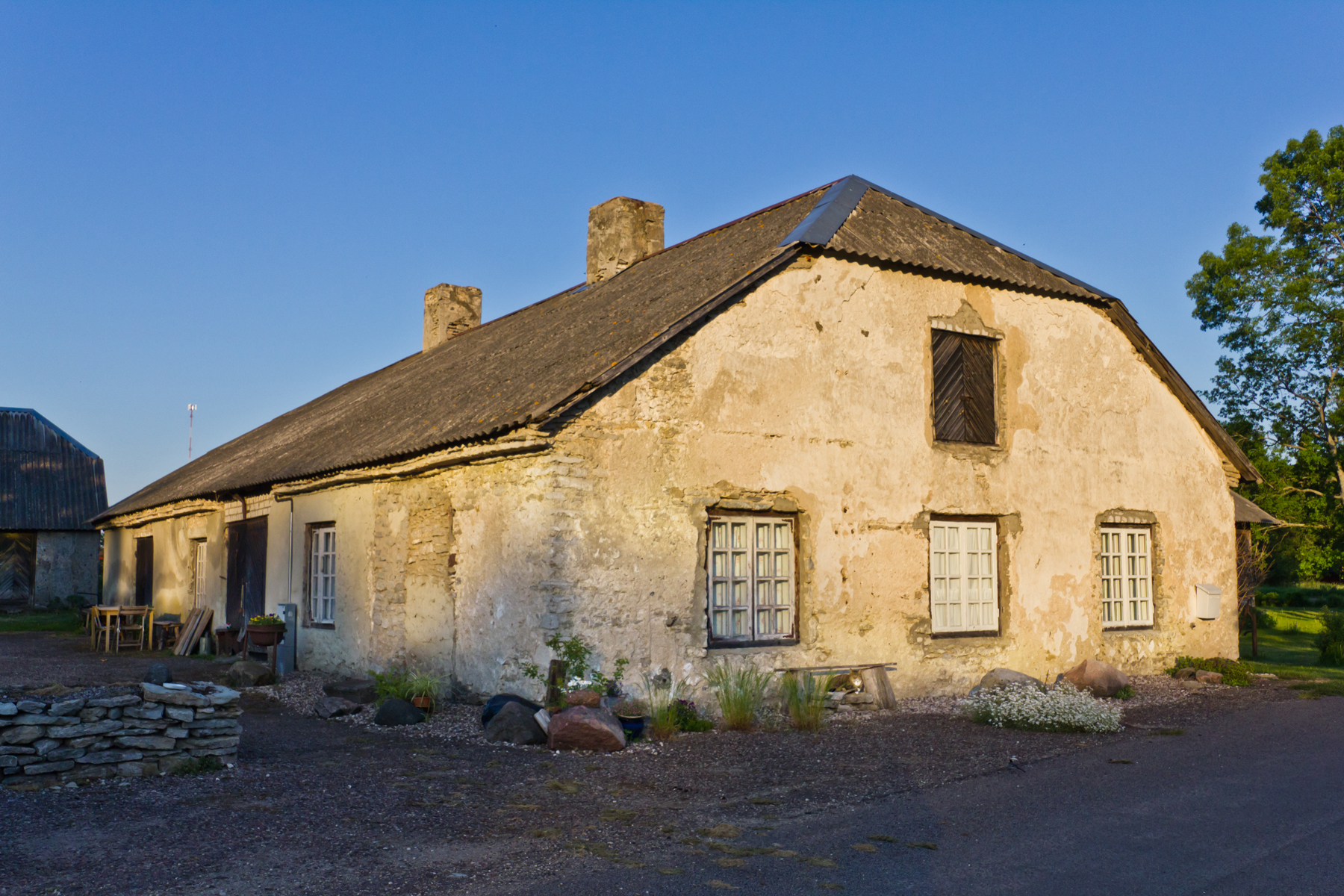
De vroegere smidse
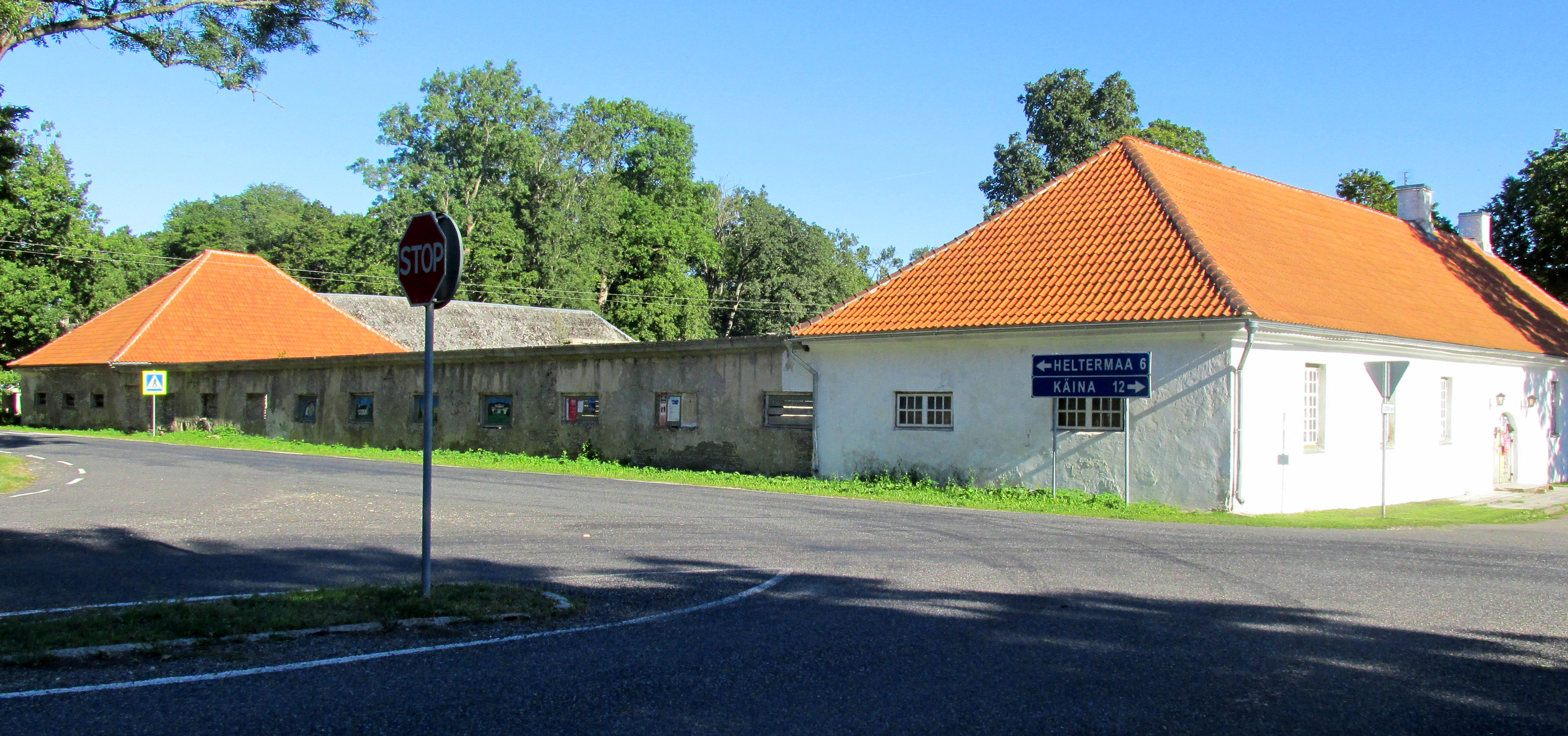
De vroegere kaasmakerij
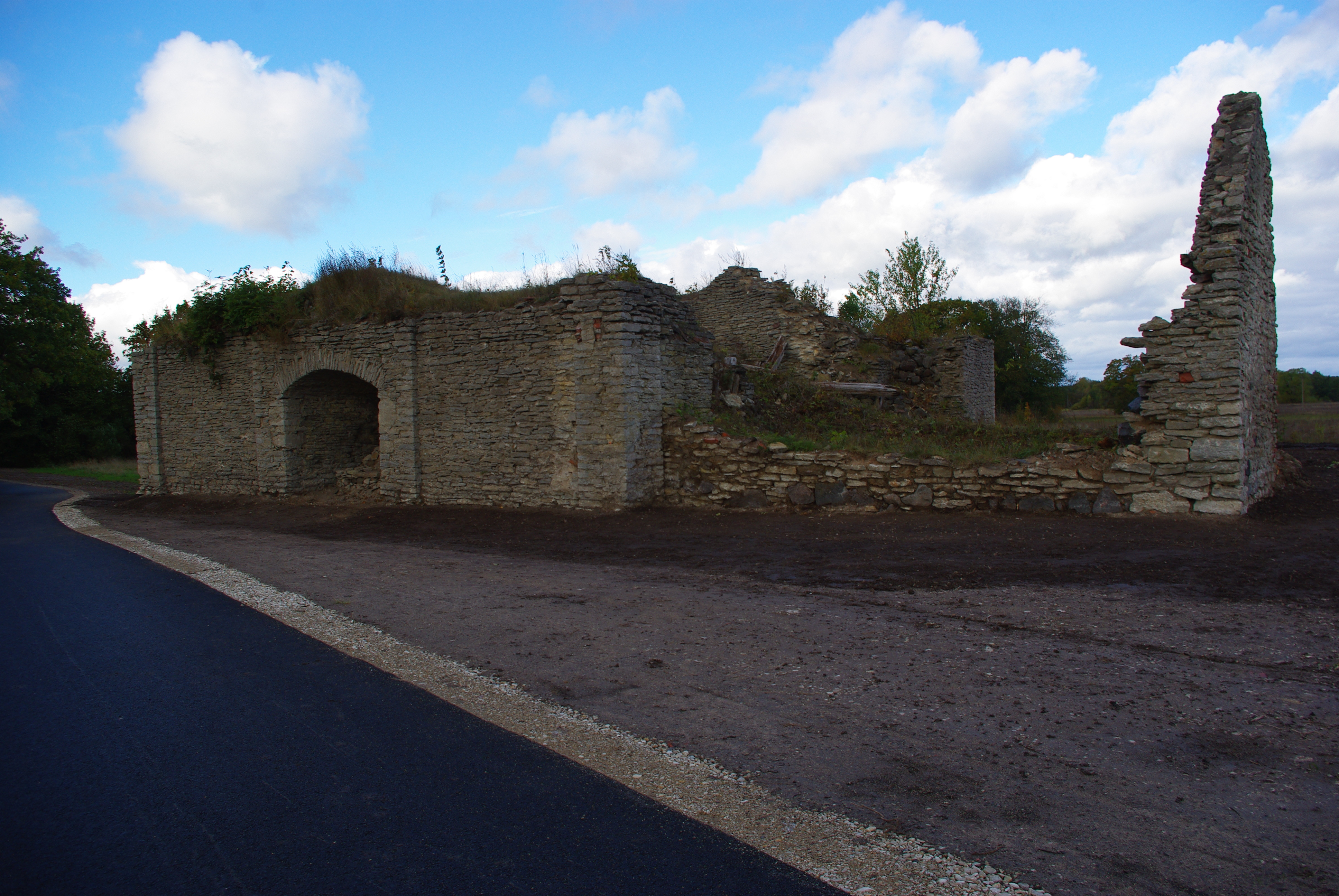
Restant van een molen
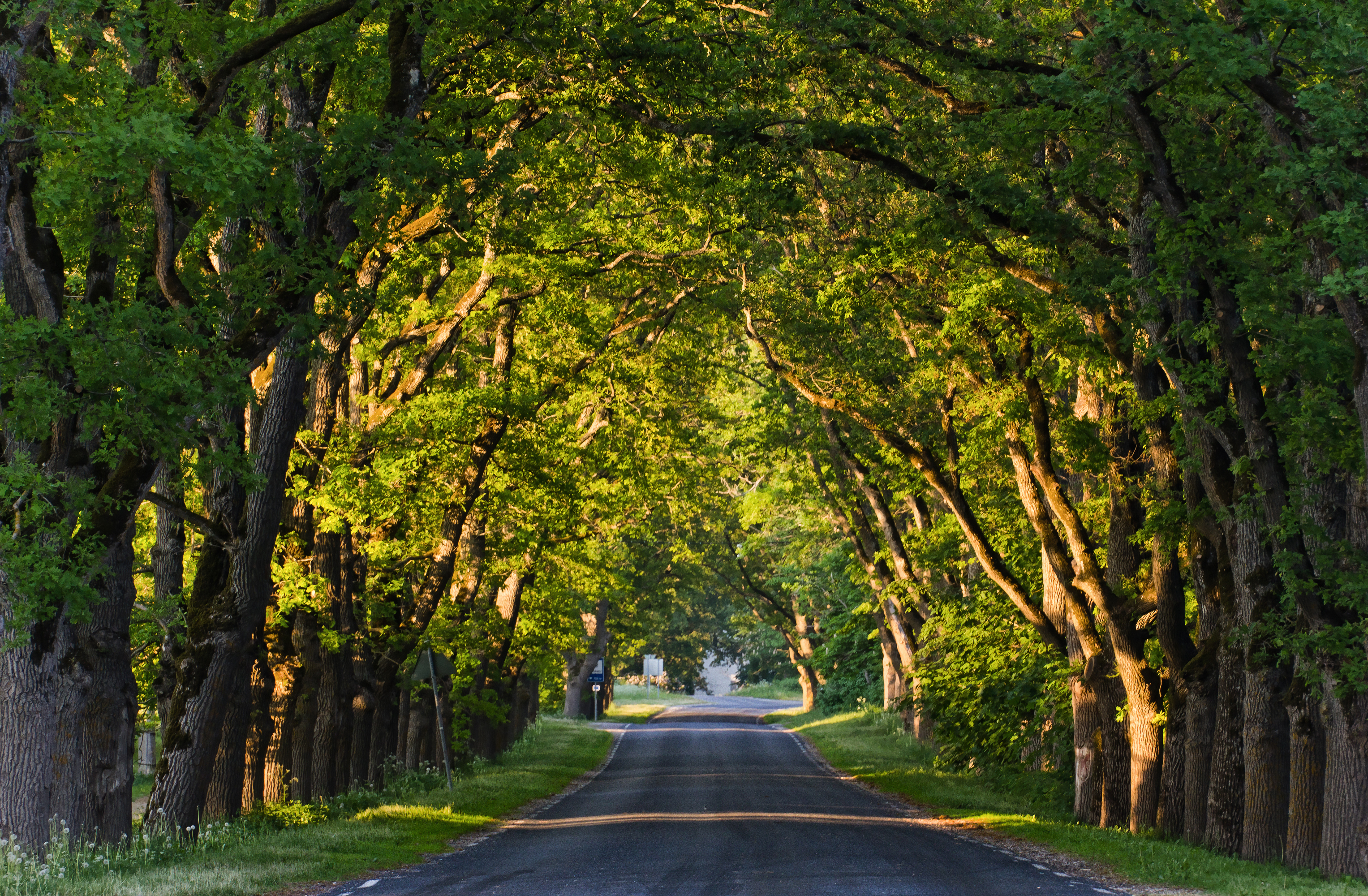
Laan in het park bij het landhuis